# Entre Ríos (groupe)
Pour les articles homonymes, voir Entre Rios.
Entre Ríos est un groupe argentin d'indietronica, originaire de Buenos Aires. Il est formé en 2000 par Sebastián Carreras, Isol et Gabriel Lucena. Le groupe a publié ses albums en Argentine, aux États-Unis et en Espagne. Il a connu un grand succès grâce à l’utilisation de sa chanson Hoy no dans une publicité de la bière Quilmes, une des plus populaires d’Argentine.

## Biographie
Le groupe est formé en 2000 à Buenos Aires. Leur premier album studio, Idioma Suave, est publié au label espagnol Elefant Records. Il est suivi en 2002, par un deuxième opus, Sal, et d'un split-album avec le groupe américain My Favorite en 2005 au label canadien Endearing.
En 2005, après la sortie de leur troisième album, Onda,, Isol quitte le groupe, et est remplacé par Paula Meijide pour la tournée de l'album, qui restera dans le groupe jusqu'à la mi-2006. Entre Ríos visite plusieurs pays en dehors de l'Argentine : l'Espagne (2002, 2003, 2004), le Chili (2004, 2005, 2006), la Colombie (2004), le Mexique (2004), le Pérou (2005) et l'Uruguay (2006).
Après une pause de presque deux ans, le groupe commence à enregistrer un nouvel album en début de 2008 avec la contribution de différentes voix. L'album est intitulé Entre Rios et fait participer deux nouveaux membres : Rosario Ortega au chant, et Romina Dangelo à la batterie. Le premier vidéoclip du disque s'intitule Temprano.
Entre Ríos devient le groupe pionnier du genre en Amérique latine, et a inspiré d'autres groupes qui leur succèdent, influençant en grande partie le rythme et leur style musical. C'est le cas pour Belanova au Mexique, et Miranda! en Argentine, entre autres.
En 2011, le groupe arrête de jouer en live après la tournée en soutien à leur album Era. Entre Rios produit, en 2012 et 2013, des morceaux pour l'installation audiovisuelle SAGA. Dans ces interventions, Entre Ríos développe un style de performance sonore et visuel où le spectateur fait l'expérience d'un environnement d'« installation ».

## Discographie
- 2000 : Litoral (EP)
- 2001 : Temporal (EP)
- 2001 : Provincia (EP)
- 2002 : Idioma suave
- 2002 : Sal (réédité en 2003)
- 2005 : Completo
- 2005 : Onda
- 2008 : Entre Rios
- 2009 : Apenas (EP)
- 2011 : Era